# Richard Walker Bolling

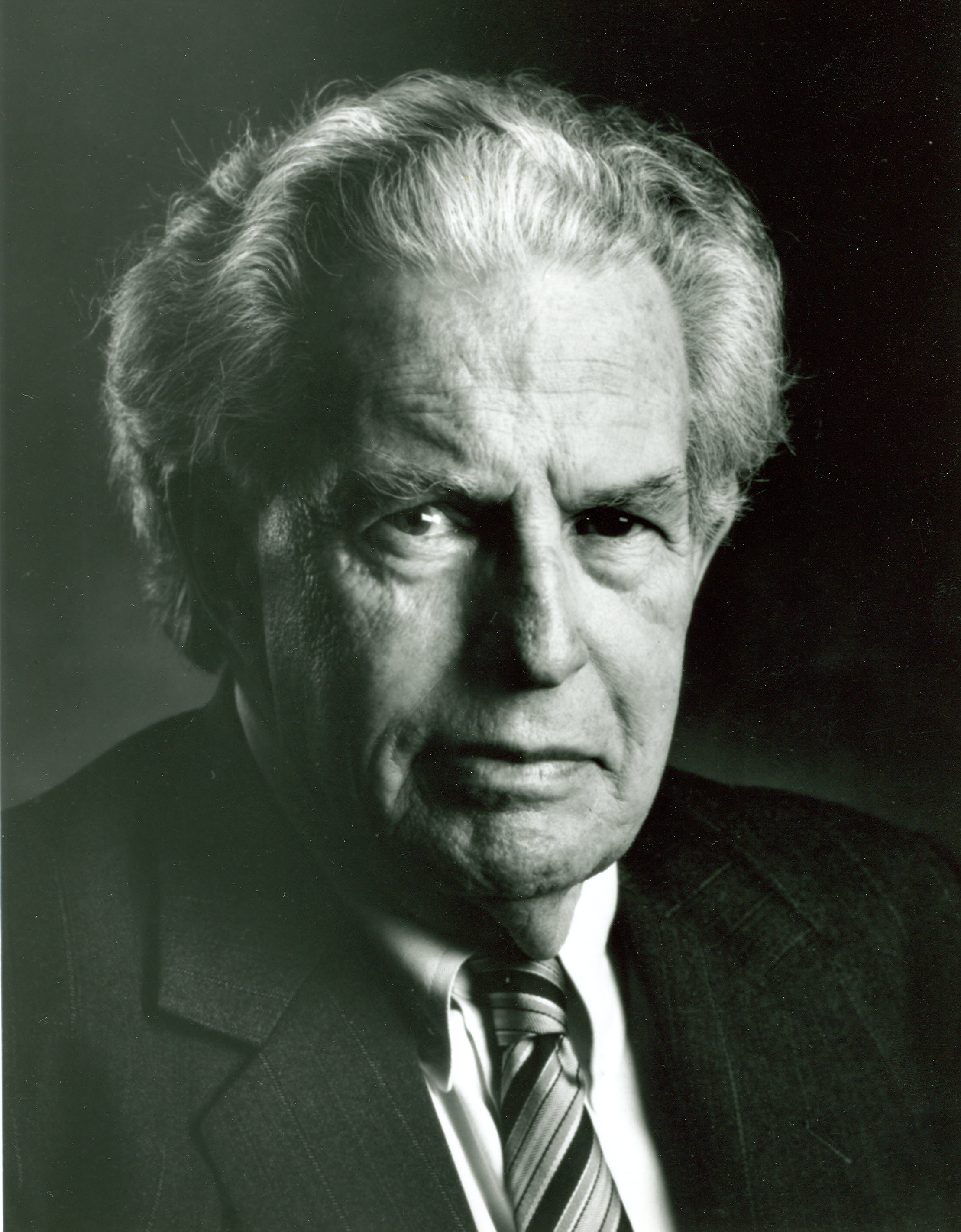
Richard Walker Bolling

Richard Walker Bolling (* 17. Mai 1916 in New York City; † 21. April 1991 in Washington, D.C.) war ein US-amerikanischer Politiker. Zwischen 1949 und 1983 vertrat er den Bundesstaat Missouri im US-Repräsentantenhaus.

## Werdegang
Richard Bolling war ein Ururenkel von US-Senator John Williams Walker (1783–1823) aus Alabama sowie ein Urgroßneffe von dessen Sohn, dem Kongressabgeordneten Percy Walker (1812–1880). Er besuchte die Phillips Exeter Academy in New Hampshire. Im Jahr 1937 ließ er sich nach dem Tod seines Vaters in dessen Heimat Huntsville in Alabama nieder. Danach studierte er an der University of the South in Sewanee (Tennessee) Literatur und Französisch. Zwischen 1939 und 1940 setzte er sein Studium an der Vanderbilt University in Nashville fort. Gleichzeitig war er in den Jahren 1938 und 1939 Lehrer an der Sewanee Military Academy.
Von 1940 bis 1941 arbeitete er in Alabama in verschiedenen Positionen der Schulverwaltung. Während des Zweiten Weltkrieges war er Stabsoffizier in der United States Army. Dabei brachte er es auf dem asiatischen Kriegsschauplatz bis zum Oberstleutnant. Zeitweise gehörte er dem Stab von General Douglas MacArthur an. Für seine militärischen Leistungen wurde er unter anderem mit dem Orden Legion of Merit und dem Bronze Star ausgezeichnet.
Politisch war Bolling Mitglied der Demokratischen Partei. Bei den Kongresswahlen des Jahres 1948 wurde er im fünften Wahlbezirk von Missouri in das US-Repräsentantenhaus in Washington gewählt, wo er am 3. Januar 1949 die Nachfolge von Albert L. Reeves antrat. Nach 16 Wiederwahlen konnte er bis zum 3. Januar 1983 insgesamt 17 Legislaturperioden im Kongress absolvieren. In diese Zeit fielen unter anderem der Kalte Krieg, der Koreakrieg, die Bürgerrechtsbewegung, der Vietnamkrieg und die Watergate-Affäre. Damals wurden auch der 22., der 23., der 24., der 25. und der 26. Verfassungszusatz ratifiziert. Von 1973 bis 1975 war Bolling Vorsitzender des Select Committee on Committees of the House. Von 1977 bis 1979 leitete er den gemeinsamen Wirtschaftsausschuss, zwischen 1979 und 1983 das Committee on Rules.
Aufgrund von gesundheitlichen Problemen verzichtete Richard Bolling im Jahr 1982 auf eine erneute Kandidatur. Nach seinem Ausscheiden aus dem US-Repräsentantenhaus war er Gastprofessor für politische Wissenschaften an der University of Missouri in Kansas City. Außerdem lehrte er am Boston College in Massachusetts. Er lebte abwechselnd in der Bundeshauptstadt Washington und seinem Sommersitz in Portage Point (Michigan). Richard Bolling war seit 1945 mit Barbara Stratton verheiratet, mit der er eine Tochter hatte. Er starb am 21. April 1991 in Washington.